# حجر جيري ليثوغرافي

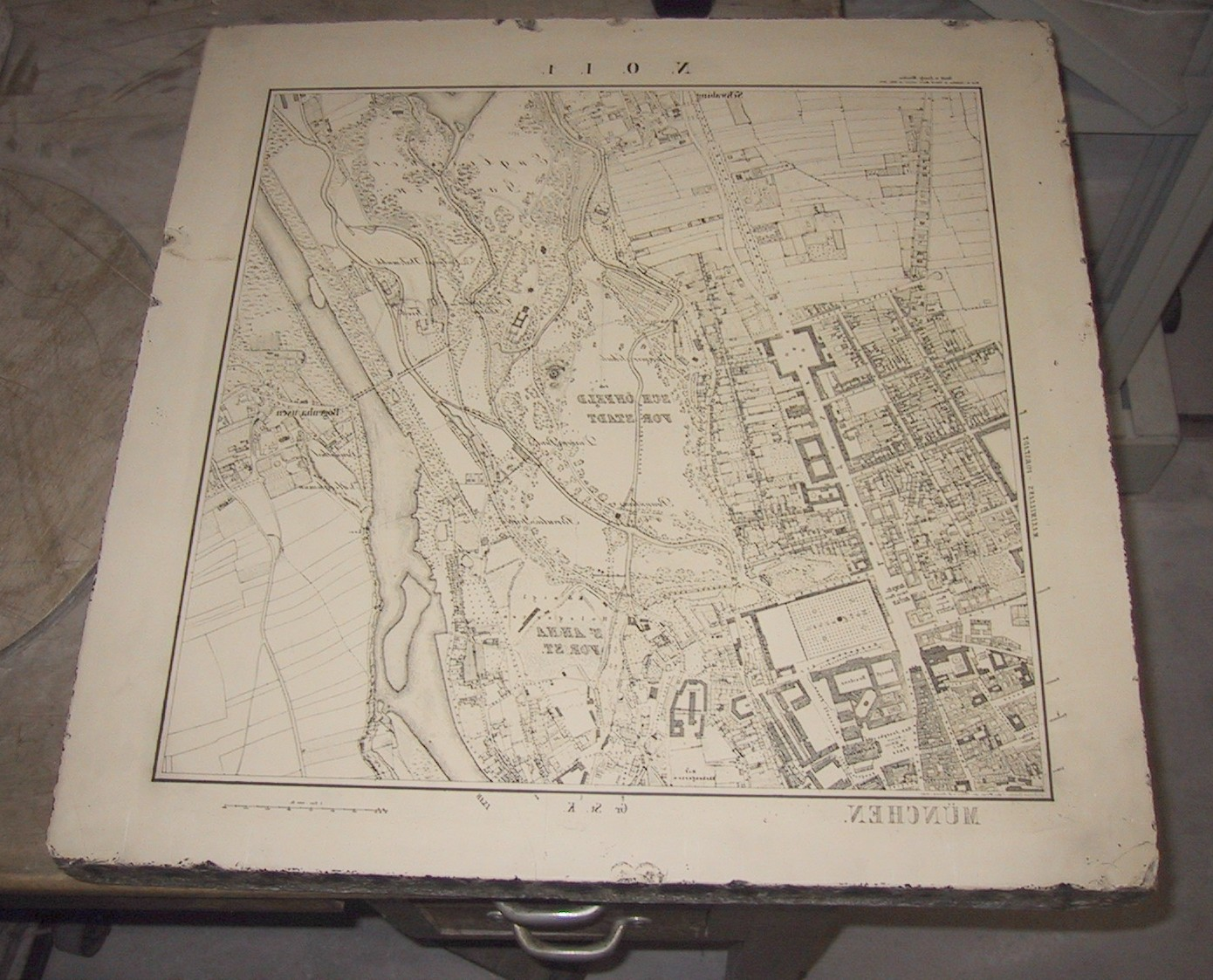
مثال على الحجر الجيري الليثوغرافي.

الحجر الجيري الليثوغرافي (بالإنجليزية: Lithographic limestone)‏، هو حجر جيري صلب تكون حبيبات دقيقة للغاية و‌متجانسة وخالية من العيوب ويتم استخدامها للطباعة الحجرية.